# 天主教夸奧蒂特蘭教區
天主教夸奧蒂特蘭教區（拉丁語：Dioecesis Cuautitlanensis）是墨西哥一個羅馬天主教教區，屬特拉爾內潘特拉總教區。
教區成立於1979年2月5日，位於墨西哥州北部。2014年有教友1,360,677人（佔轄區總人口35.6%）、六十一個堂區、120名司鐸。現任教區主教為威廉·羅德里戈·戴多祿·奧蒂斯·蒙德拉貢。